# Autosnodato

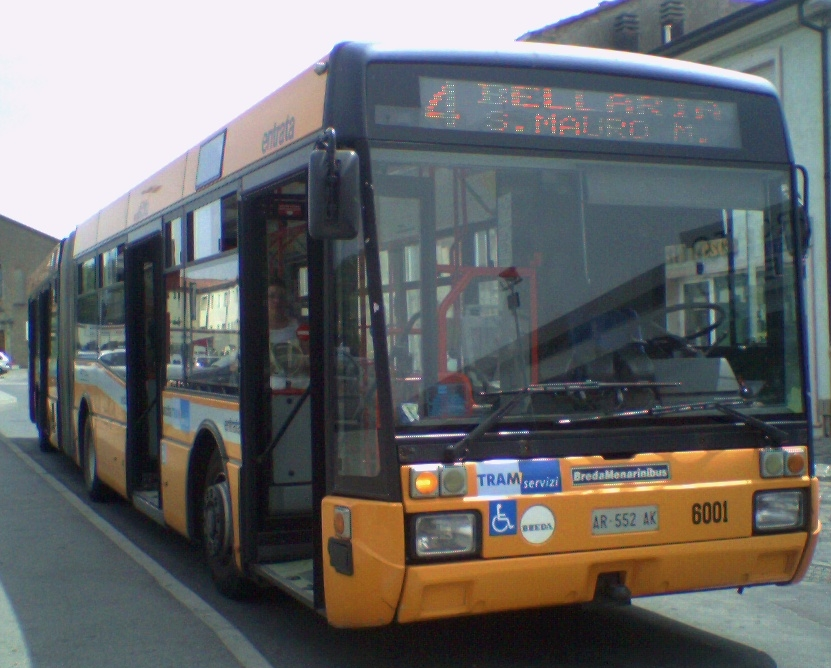
Rimini: autosnodato BredaMenarinibus M321U della TRAM Servizi n. 6001 sulla linea 4

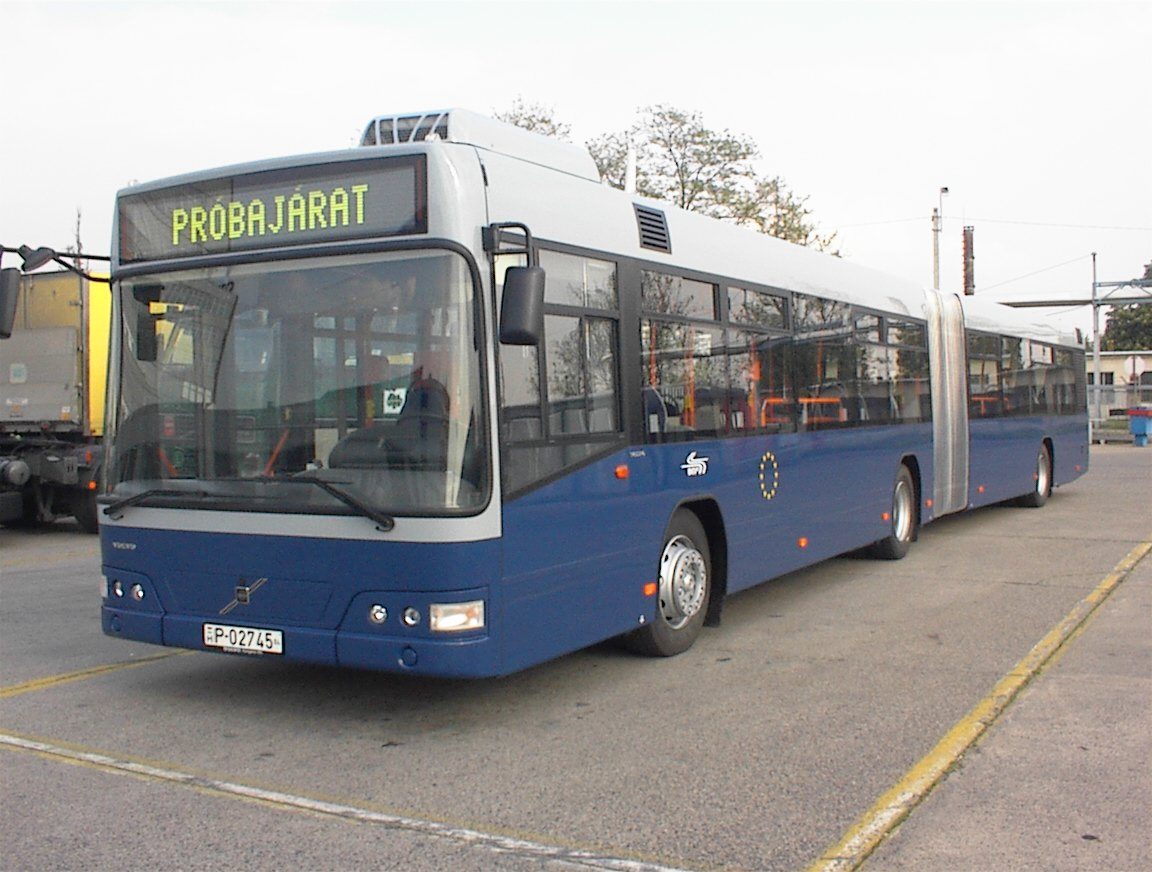
Budapest: autosnodato Volvo 7700 del BKV

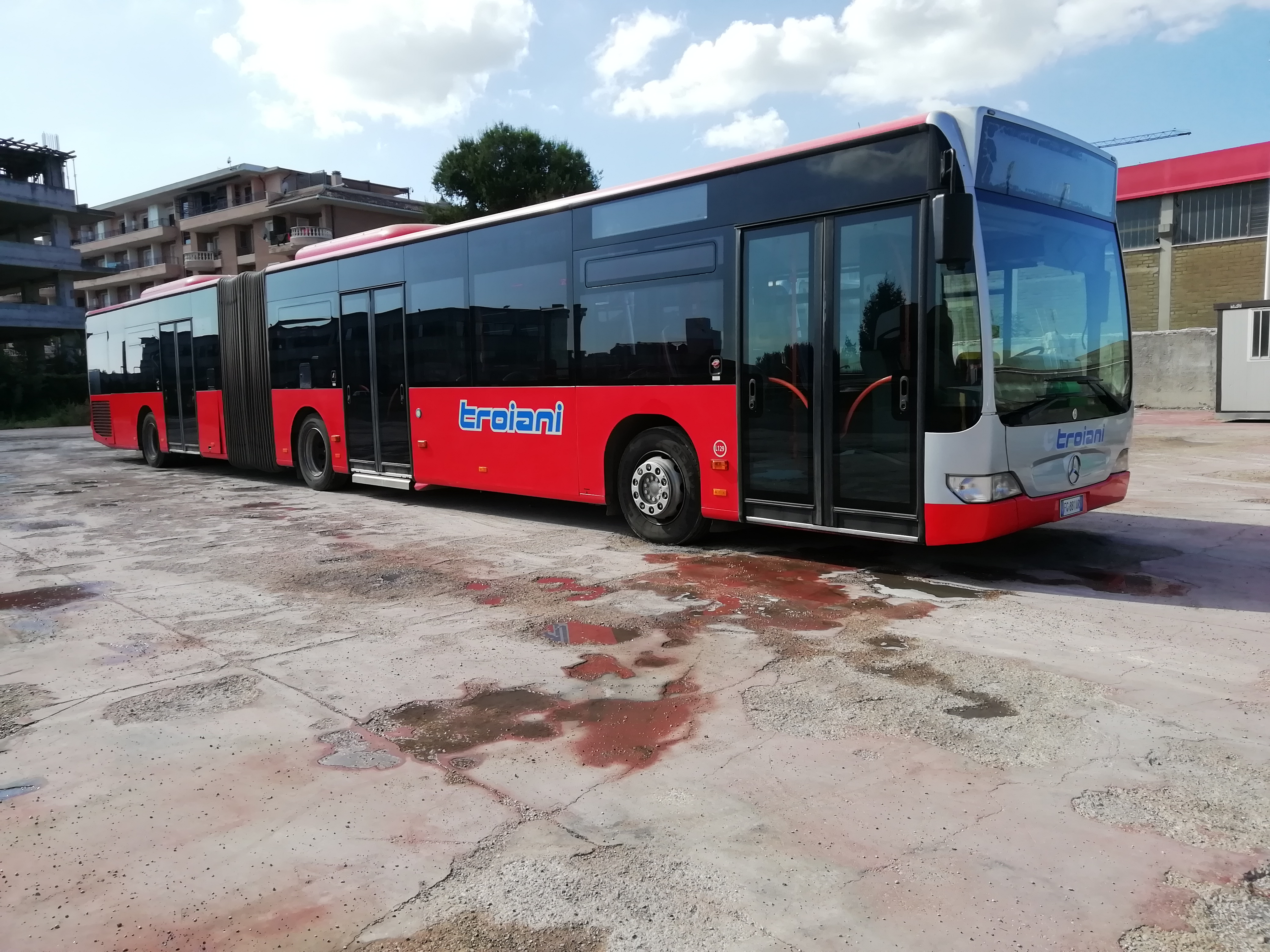
Mercedes Citaro G

Un autosnodato o autobus articolato è un mezzo di trasporto analogo all'autobus, ma che presenta una maggiore capienza di passeggeri in quanto costituito da due o tre elementi raccordati da dispositivi girevoli e flessibili, disaccoppiabili solo presso le officine, che consentono il libero transito dei passeggeri tra le due parti, anche a mezzo in movimento. Il veicolo è considerato ai fini del codice della strada come complesso veicolare unico e, come tale, non risente delle norme destinate ai mezzi che trainano un rimorchio o un semirimorchio, fatta eccezione la necessità per il conducente di essere in possesso della patente di categoria E, ovvero D+E, oltre al CQC per il trasporto persone.

## Generalità
Gli autosnodati vengono usati soprattutto nel trasporto pubblico ed hanno lunghezze variabili tra i 18 ed i 24 metri (mentre un normale autobus va dai 7,5 ai 15 metri). Per rendere più agevole la circolazione nelle strade cittadine e per la sicurezza stradale, gli autosnodati sono dotati di ulteriori assi (coppie di ruote) e di uno o due collegamenti snodati che si flettono in curva.
Gli autosnodati da 24 metri presentano in genere tre moduli collegati da due dispositivi flessibili e sono a volte chiamati bi-articolati: sono generalmente utilizzati in strade separate dal normale flusso di traffico oppure per linee rapide e la loro circolazione non è ammessa in alcuni paesi. Sono altresì utilizzati per alcune linee nelle ore di punta o come mezzo per il trasporto di linea scolastico.

## Diffusione
Gli autosnodati sono impiegati in numerosi paesi europei da molti anni; fino al 1980 sono stati considerati illegali nel Regno Unito. Essi vengono utilizzati nelle grandi città sulle direttrici nelle quali è maggiore l'afflusso di passeggeri e nelle zone in cui la viabilità lo consente, cioè principalmente dove sono presenti grandi arterie soprattutto rettilinee. Un altro uso di questo tipo di autobus è negli aeroporti.
Gli autosnodati moderni, così come gli autobus, sono dotati di pianale ribassato, che consente un facile accesso per i passeggeri con difficoltà motorie, e di scivoli che permettono la salita e la discesa delle sedie a rotelle per i disabili.
Con la stessa tecnologia costruttiva ma con propulsione diversa (elettrica tramite linea aerea di contatto anziché termica e/o elettrica tramite accumulatori) vengono progettati e costruiti i filosnodati. Spesso l'acquisto e l'immissione in esercizio di autosnodati su percorsi protetti denominati busvie è il primo passo per la costruzione di linee tranviarie.